# Anastasia Zarycká
Anastasia Zarycká (ukr. Анастасія Олексіївна Зарицька, Anastasija Ołeksijiwna Zaryćka; ur. 8 stycznia 1998 w Pradze) – czeska tenisistka reprezentująca wcześniej Ukrainę, finalistka juniorskiego Australian Open 2016 w grze podwójnej dziewcząt, medalistka Letniej Uniwersjady 2019.

## Kariera tenisowa
W rozgrywkach zawodowych zadebiutowała w sierpniu 2013 roku, w turnieju ITF, w Pradze. Na koncie ma wygrane cztery turnieje singlowe i dziewięć deblowych rangi ITF.
W parze z Dajaną Jastremśką osiągnęła finał Australian Open 2016 w grze podwójnej dziewcząt.

## Wygrane turnieje rangi ITF
| turnieje z pulą nagród 100 000 $ |
| turnieje z pulą nagród 75 000 $  |
| turnieje z pulą nagród 50 000 $  |
| turnieje z pulą nagród 25 000 $  |
| turnieje z pulą nagród 15 000 $  |
| turnieje z pulą nagród 10 000 $  |

### Gra pojedyncza
|    | Data       | Turniej   | ($)    | Naw.     | Finalistka          | Wynik         |
| 1. | 30/07/2016 | Parnawa   | 10 000 | ziemna   | Hanna Poznichirenko | 6:4, 4:6, 6:3 |
| 2. | 23/10/2016 | Ismaning  | 10 000 | dywanowa | Tess Sugnaux        | 6:2, 7:6(6)   |
| 3. | 26/08/2018 | Brunszwik | 25 000 | ziemna   | Jule Niemeier       | 6:1, 6:3      |
| 4. | 23/09/2018 | Pula      | 25 000 | ziemna   | Martina Caregaro    | 6:3, 7:6(4)   |

## Finały juniorskich turniejów wielkoszlemowych

### Gra podwójna (1)
| Końcowy wynik | Rok  | Turniej         | Nawierzchnia | Partnerka         | Przeciwniczki                   | Wynik finału |
| Finalistka    | 2016 | Australian Open | Twarda       | Dajana Jastremśka | Anna Kalinska Tereza Mihalíková | 1:6, 1:6     |

## Życie prywatne
Urodziła się u ukraińskiego ojca i rosyjskiej matki w Pradze. Zaczęła grać w tenisa w wieku 9 lat. Jest członkiem klubu tenisowego Sparta Praha.